# Jean-Paul Fitoussi
Jean-Paul Fitoussi (La Goletta, 19 agosto 1942 – Parigi, 15 aprile 2022) è stato un economista francese.

## Biografia
È stato docente all'istituto di studi politici di Parigi (Sciences Po) dal 1982 e dal 1989 ha presieduto l'osservatorio francese sulle congiunture economiche (OFCE). È stato membro del consiglio scientifico dell'Istituto "François Mitterrand".  
I suoi lavori hanno riguardato le teorie dell'inflazione, la disoccupazione, le economie aperte e il ruolo delle politiche macroeconomiche. È stato un critico della rigidità nelle politiche di bilancio e di economia monetaria, per gli effetti negativi sulla crescita dell'economia e sui livelli di occupazione. I suoi lavori recenti hanno riguardato i rapporti tra democrazia e sviluppo economico.  
È stato presidente del consiglio scientifico dell'Istituto di studi politici di Parigi dal 1997 e membro del Consiglio di analisi economica del Primo ministro francese. 
Ha fatto parte del consiglio di amministrazione di Telecom Italia e del consiglio di sorveglianza di Banca Intesa Sanpaolo.
È stato docente di International Economics e di Introduction to the Economics of European Integration presso la LUISS di Roma.
Dall'anno accademico 2010/11 ha partecipato all'insegnamento in International Relations, prima laurea magistrale in lingua inglese della LUISS.
È morto a Parigi il 15 aprile 2022.

## Lavori e opere
- La crisi economica in Europa (con Edmund S. Phelps), Il Mulino, 1989
- Il dibattito proibito. Moneta, Europa, povertà, Il Mulino, 1997
- Fabrizio Rizzi, Europa l'amaro calice. Con interviste a Massimo Ponzellini e Jean Paul Fitoussi, Guida, 2000
- La Règle et le Choix, Éditions du Seuil (La République des idées), Paris, 2002
- ÉDF, le marché et l'Europe. L'avenir d'un service public, Fayard, Paris, 2003
- Il dittatore benevolo. Saggio sul governo dell'Europa, Il Mulino, 2003
- La democrazia e il mercato, Feltrinelli, 2004
- L'Idéologie du monde. Chroniques d'économie politique, Éditions de l'Aube, La Tour-d'Aigues et Le Monde, Paris, 2004
- La Politique de l'impuissance, Arléa, Paris, 2005
- L'état de l'Union européenne Fayard, Paris, 2007